# Ke-šu Chan
Ke-šu Chan (čínsky pchin-jinem Gēshū Hàn, znaky 哥舒翰; † 1. prosince 757) byl čínský generál türgešsko-sogdijského původu působící v říši Tchang. Zaujímal vysoké velitelské funkce, od roku 747 byl vojenským guvernérem ťie-tu-š’ oblasti Lung-jou a od roku 753 i Che-si. Po vypuknutí povstání An Lu-šana byl na jaře roku 756 byl jmenován vrchním velitelem armád metropolitního regionu stojících v průsmyku Tchung proti hlavní armádě povstalců. Na příkaz císaře Süan-cunga, přes svůj nesouhlas, opustil opevněné pozice v průsmyku, vytáhl proti povstalcům, načež byla jeho armáda zaskočena a zničena povstalci. Ke-šu Chan padl do zajetí a koncem příštího roku ho povstalci popravili.

## Život
Ke-šu Chan byl smíšeného původu, jeho otec byl z vládnoucího rodu turkického kmene Türgešů, matka byla Sogdijka ze vznešeného rodu z Chotanu. Ke-šu Chan sloužil ve vojsku říše Tchang, vesměs na severozápadních hranicích, stal se generálem a roku 747 i vojenským guvernérem ťie-tu-š’ oblasti Lung-jou (území jihovýchodu Kan-su a severovýchodu Čching-chaje, východně od jezera Kukunor) kde jeho hlavním úkolem bylo udržet pevnou hranici proti útokům Tibetské říše. Roku 753 dostal velení i nad oblastí Che-si (pruh území mezi pohořím Čchi-lien-šan z jihu a pouští Gobi ze severu spojující Čínu se střední Asií). Současně roku 753 obdržel i vysoký aristokratický titul knížete komandérie Si-pching.
Velením nad dvěma pohraničními regiony soustředil ve svých rukou obranu severozápadu tchangské říše, přičemž v moci a síle svěřených vojsk se mu vyrovnal pouze An Lu-šan, velící třem oblastem severovýchodu tchangského státu. Ge-šu Chan a An Lu-šan se přitom neměli rádi a jejich rivalitu se nepodařilo zmírnit ani císaři Süan-cungovi.
Koncem roku 755 se An Lu-šan se svými armádami vzbouřil v povstání An Lu-šana a vytáhl na jih proti císaři. Obsadil většinu Che-peje a začátkem roku 756 i vedlejší hlavní město Luo-jang. Ke-šu Chan byl na jaře roku 756 jmenován vrchním velitelem vojsk v metropolitním regionu, přičemž s sebou přivedl většinu své armády stažené ze severozápadní hranice, 80 tisíc mužů. Zaujal obranné pozice v průsmyku Tchung, na hlavní cestě z Luo-jangu do Čchang-anu, tchangské metropole a s vojáky zmobilizovanými v okolí hlavního města a dalšími posilami měl celkem na 200 tisíc mužů. nepodnikal žádné akce, pouze vyčkával. Zatím An Lu-šan zůstával v Luo-jangu, jeho hlavní síly zaujali postavení v Šan-čou mezi Luo-jangem a průsmykem Tchung a protchangské místní oddíly podpořené tchangskými armádami z Che-tungu a Šuo-fangu získaly převahu nad povstalci v Che-peji.
V Čchang-anu se mezitím odpůrci Jang Kuo-čunga, ministra stojícího v čele vlády, pokusili proti němu využít Ke-šu Chana, ten se však v intrikách odmítl angažovat. Jang Kuo-čung se i přesto obával jeho vlivu a umístil mezi Čchang-an a průsmyk Tchung dvě armády, aby se zabezpečil proti případnému generálovu puči. Ke-šu Chan reagoval požadavkem na jejich podřízení sobě, z titulu vrchního velitele všech sil v oblasti, a v červenci 756 nechal popravit jejich velitele. Armáda v průsmyku Tchung zatím ztrácela bojovou sílu: Ke-šu Chan se kvůli nemoci nemohl dostatečně věnovat řízení svých vojsk a jeho zástupce Tchien Liang-čchiou neměl dostatečnou autoritu a přenechal rozhodování veliteli jízdy a veliteli pěchoty, kteří byli vzájemně znepřáteleni a nespolupracovali. Důstojníci trávili čekání na boj radovánkami, zatímco vojáci trpěli nedostatečným zásobováním.
Pod dojmem zpráv o neúspěších povstalců císař přikázal Ke-šu Chanovi zaútočit na Šan-čou a Luo-jang. Ke-šu Chan se odmítl vzdát výhody opevněné pozice, na naléhání Jang Kuo-čunga císař opakoval rozkaz a Ke-šu Chanovi nezbylo než jej splnit. V polovině července vytáhl proti rebelům a po dvou dnech byla jeho armáda zaskočena a rozprášena v bitvě u Ling-pao. Sám Ke-šu Chan padl do zajetí. Katastrofální porážka tchangské armády jedním rázem zvrátila strategickou situaci. An Lu-šanova armáda bez dalších bojů obsadila Čchang-an, ze kterého tchangský císař uprchl.
Ke-šu byl s dalšími tchangskými generály držen v zajetí v Luo-jangu. Koncem roku 757 tchangská vojska posílená Ujgury znovudobyla Čchang-an a Luo-jang. Dva dny před tchangským obsazením Luo-jangu (3. prosince 757) povstalecký císař An Čching-sü (který vládl od ledna 757, kdy nechal zabít svého otce An Lu-šana) nechal popravit zajaté tchangské generály, včetně Ke-šu Chana.